# Helena Štecková
Helena Štecková (* 18. září 1948) byla československá politička Komunistické strany Slovenska ze Slovenska rusínské respektive ukrajinské národnosti a poslankyně Sněmovny lidu Federálního shromáždění za normalizace.

## Biografie
K roku 1976 se profesně uvádí jako dělnice.
Ve volbách roku 1976 zasedla do Sněmovny lidu (volební obvod č. 185 – Humenné, Východoslovenský kraj). Ve Federálním shromáždění setrvala až do konce funkčního období, tedy do voleb roku 1981.